# Касида
Касида (арапски јез.قصيدة qаṣida) је врста староарапске песме (оде).

## Опис
Према арапској теорији књижевности из 9. века, касида се састоји из три дела.

### Почетни део
Почетни део (Nasῑb) - песма сећања, тугованка због растанка од драге.

### Други део
Други део је наставак описа у којем песник јаше на деви кроз пустињу, пролазећи кроз разне опасности у пустињи.

#### Трећи део
Трећи део је наставак који може бити самохвала (mufāḫara), обрачун са противником, који подразумева поругу (hiğāʼ) или похвалу неке друге особе.